# Nipepe (distrito)
Nipepe é um distrito situado na província de Niassa, em Moçambique, com sede na localidade de Nipepe. Tem limite a noroeste com o distrito de Marrupa, a norte e oeste com o distrito de Maúa, a sul com o distrito de Ribaué da província de Nampula e a leste com o distrito de Namuno da província de Cabo Delgado. 

## Demografia
Em 2007, o Censo indicou uma população de 30 009 residentes. Com uma área de 3292  km², a densidade populacional rondava os 9,12 habitantes por km². Esta população representa um aumento de 17,4% em relação aos 25 564 habitantes registados no Censo de 1997.

## Divisão administrativa
O distrito está dividido em dois postos administrativos (Muipite e Nipepe), compostos pelas seguintes localidades:
- Posto Administrativo de Muipite:
  - Cheia-Muipite
  - Muluco
- Posto Administrativo de Nipepe:
  - Mutumar
  - Nipepe
  - Tamica